# Pierre Justin Ouvrié
«  Ouvrié  » redirige ici. Pour l’article homophone, voir Ouvrier.
Pierre Justin Ouvrié, dit Justin Ouvrié, né le 19 janvier 1806 à Paris et mort le 22 octobre 1879 à Sotteville-lès-Rouen, est un peintre et lithographe français.

## Biographie
Justin Ouvrié est l'élève du baron Taylor et d'Abel de Pujol à l'École des beaux-arts de Paris.
Il a participé aux Salons à partir de 1831, avec des vues de villes et de monuments, parfois animés de scènes historiques ou pittoresques.
Il a rencontré un grand succès sous la Monarchie de Juillet. Il a obtenu une médaille de 2e classe au Salon de 1831, et une 1re médaille en 1843. Il a reçu une médaille de 3e classe à l'Exposition universelle de 1855. Il est nommé chevalier de la Légion d'honneur en 1854.
Il est professeur à la Maison d'éducation de la Légion d'honneur à Saint-Denis.
Devenu aveugle, les tableaux de son atelier sont vendus à l'hôtel Drouot le 21 décembre 1874. Domicilié à Maisons-Laffitte, il meurt à Sotteville-lès-Rouen.

## Œuvres

### Œuvres exposées aux Salons
- Un paysage, au Salon de 1831
- Le Grand canal à Venise, Vue de la maison des incurables à Naples, Vue de l'hospice de l'hospice du Mont-Saint-Bernard, Vue prise à Landerneau (Bretagne), Le Pont de Pontoise, au Salon de 1833
- Vue de la place du Palais-Vieux à Florence, Le Quai des Esclavons, à Venise, au Salon de 1834
- Intérieur de l'église de Saint-Laurent, à Nuremberg, Vue de la vallée du Mont-d'Or (Auvergne), Le Phare d'Aigues-Mortes, La Vallée de Valtin, au Salon de 1835
- Vue du château de Twickenham, près Richmond, habité par le roi pendant son séjour en Angleterre, Vue de Rouen prise du Cours, L'Église Saint-Pierre à Gênes, Vue prise à Lerici, près La Spezzia, Italie, Vue de Rouen, prise de la petite chaussée, au Salon de 1836
- Le Quai de Sainte-Lucie, à Naples,  Vue de Rouen prise de la petite chaussée, La Place de Royat, près Clermont-Ferrand, La Cathédrale de Chartres, vue prise de la place des Éparts, au Salon de 1837
- Vue du château de Cossigny (Seine-et-Marne), Vue prise dans le parc de Cossigny, au Salon de 1838
- La Cour du château de Heidelberg (grand-duché de Bade), Vue de l'église de Noël Saint-Martin (Oise), Vue prise à Chartres, Vue prise de la place Saint-Laurent, à Nuremberg, au Salon de 1839
- Cour ovale du château de Fontainebleau, arrivée de la reine Christine, Vue du village d'Ablon-sur-Seine, au Salon de 1840
- Marche de l'armée française sur Mascara d'après l'esquisse de M. Siméon Fort, Vue du château et de la ville de Heidelberg, Vue prise d'Augsbourg, au Salon de 1841
- Le Château de Fontainebleau, vue prise du jardin anglais, Vue de l'église de la Roche, près Landernau (Finistère), Église et croix de Plougastel-Saint-Germain, près Quimper, Vue prise de Taverny, vallée de Montmorency, au Salon de 1842
- Vue du château de Chenonceaux sur le Cher, Séricourt, près de la Ferté-sous-Jouarre Le Palais de Saint-Cloud, vue prise du parc, au Salon de 1843

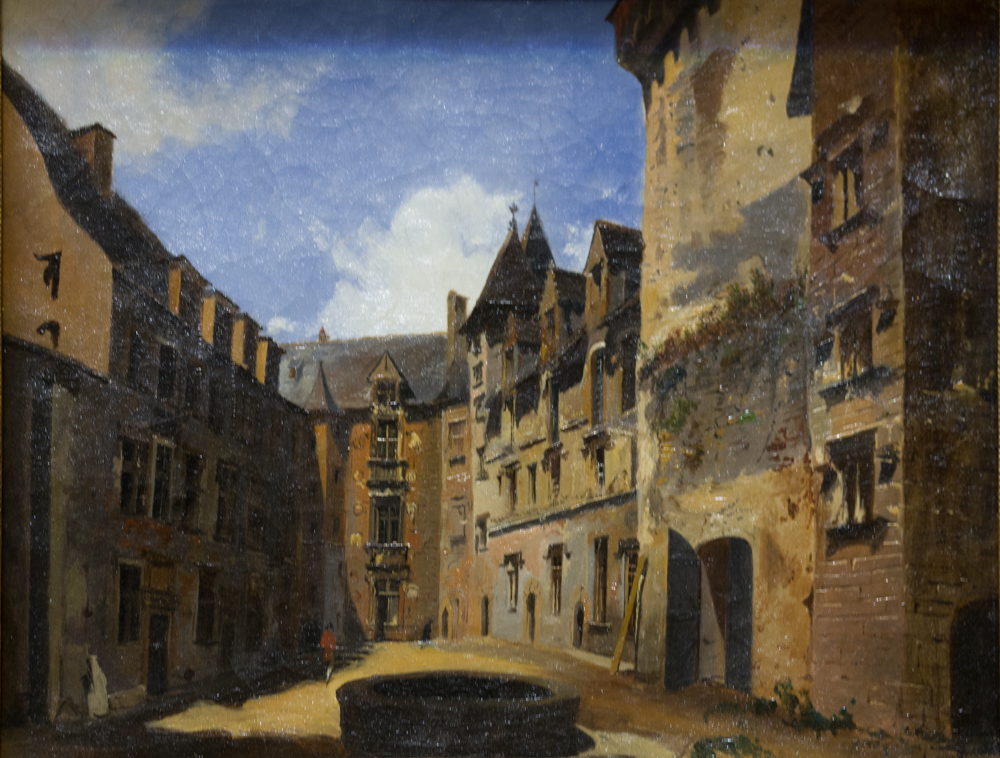
Vue de la cour du château de Pau, 1845, musée national du château de Pau.

- Vue du château et d'une partie de la ville de Pau, prise du parc, au Salon de 1844
- Vue des Eaux-Bonnes (Basses-Pyrénées), Chalet de Séricourt (Seine-et-Marne), Vue du grand canal de Venise, au Salon de 1845
- Vue du château d'Azay-le-Rideau (Indre-et-Loire), Château d'Ussé (Indre-et-Loire), Souvenir de Dinan (Côtes-du-Nord), Le Quai des Esclavons à Venise, au Salon de 1846
- Vue de la grande place er la halle à Ypres (Belgique), Vue prise à Amboise, au Salon de 1847
- Place de la Halle à Bruges (Belgique), Vue prise à Honfleur (Calvados), Le Château de Châteaudun, vue prise des bords de Loir, au Salon de 1848 et au Salon de Bruxelles de 1848
- Vue de la grand-place à Ypres, Salon de Bruxelles de 1848, médaille de vermeil
- Vue prise de la rue Flamande à Bruges, Vue de Saint-Sébastien, à Bruges, Le Pont Neuf, à Chartres, au Salon de 1849
- Le Parlement, l'église de Westminster et la chapelle Lambeth à Londres, Le Béguinage à Bruges, Vue de Rouen, prise du Cours, au Salon de 1850

Sous le nom de Justin Ouvrié :
- Vue prise à Londres Sommerset House et Saint-Paul ré-exposé en 1855, Le Château de Windsor (Angleterre), Vue de l'église d'Hastings (Angleterre), au Salon de 1852
- Vue prise à Amsterdam réexposé en 1855, au Salon de 1853
- Bords du Rhin, Saint-Goars et Rheinfelds, Bords du Rhin, Oberwesel, Château et ville de Heidelberg, Quai Sainte-Lucie à Naples, au Salon de 1855
- Trarbach-sur-Moselle (Prusse Rhénane), Rolandsech et Drackenfels sur le Rhin, Boppart, près Coblentz (Prusse), Entrée de La Haye, par le canal de Ryswick (Pays-Bas), au Salon de 1857
- Vue de Rotterdam, au Salon de 1859
- Souvenir des bords du Rhin entre Coblentz et Mayence, Le Mont Blanc et la vallée de Chaumont, Vue prise à Anvers, Souvenir d'Italie, route d'Ancône à Bologne, La Moselle près Bern-Castel (Prusse Rhénane), au Salon de 1861
- Vue de Salzbourg (Autriche), Le Monument de Walter Scott, Calton Hill et la Canongate à Edembourg, Le Héreen Gracht à Amsterdam, au Salon de 1863
- Le Château d'Anet (Eure-et-Loir), Château de Villepinte (Seine-et-Oise), au Salon de 1864
- Édimbourg vu de Calton Hill ré-exposé en 1867, Le Château de Pierrefonds en 1864, au Salon de 1865
- La Ville et le château de Heidelberg, La Cathédrale de Fribourg en Brisgau, au Salon de 1866
- Le Château de Pierrefonds, Le Canal du musée à Amsterdam, vue prise de l'hôtel du Doelen, au Salon de 1868
- Le Printz-Gracht à Amsterdam, Thunn sur l'Aar, canton de Berne, au Salon de 1869
- Rotterdam, Saint-Goar et le Rheinfels sur le Rhin, au salon de 1870
- Vue prise à Dordrecht (Hollande), Amsterdam Wetorhing, au Salon de 1872
- Alkmaar (Pays-Bas), Dordrecht (Pays-Bas), au Salon de 1873

### Œuvres dans les collections publiques
En France
- Dreux, musée d'Art et d'Histoire : La rue Porte Chartraine, aquarelle, 24 × 18 cm[3].

## Élèves
- Jean-Joseph Bellel
- Paul Chardin
- Octave de Rochebrune

## Distinctions
- Chevalier de la Légion d'honneur (décret du 30 décembre 1854)[1]

## Publication
- Les embellissements du bois de Boulogne, quarante vues dessinées d'après nature, 1862.